# Hôtel Albert Ciamberlani
Ne doit pas être confondu avec Hôtel José Ciamberlani.
 (mai 2018).
L'Hôtel Ciamberlani ou Hôtel Albert Ciamberlani est conçu en 1897 par l’architecte Paul Hankar, qui fut un des piliers du style Art nouveau en Belgique. C'est un hôtel particulier commandé par le peintre symboliste Albert Ciamberlani et situé à Ixelles, commune bruxelloise.
Paul Hankar est, comme les autres protagonistes du courant Art nouveau, en rupture avec la tradition classique.

## Situation
Cet immeuble se situe au no 48 de la rue Defacqz à Ixelles. Le bâtiment jouxte un autre immeuble de style Art nouveau aussi construit par Paul Hankar : l'hôtel René Janssens sis au n°50. L'arrière de la parcelle communiquait avec les écuries de l'Hôtel José Ciamberlani dont la façade se trouve rue Paul-Émile Janson.

## Description

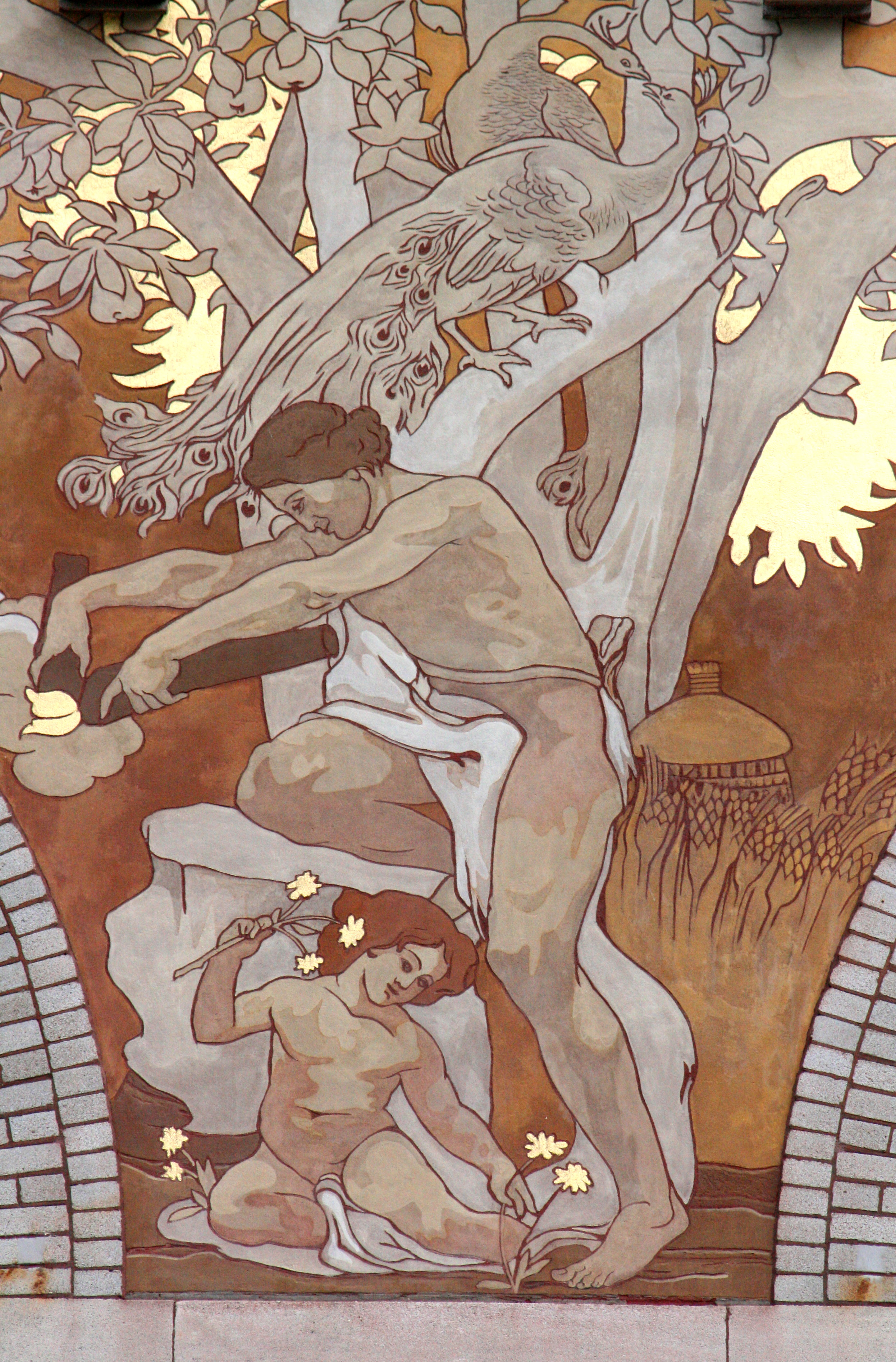
Détail de sgraffite du premier étage restauré.

La symétrie prônée dans les bâtiments classiques est rompue : au rez-de-chaussée, qui compte quatre travées, la porte est rejetée à l’extrémité de la façade.
La structure métallique est laissée apparente en façade ; c'est le cas d'une Poutrelle I à Profil Normal ou IPN, au-dessus des fenêtres du deuxième étage.
Les fenêtres sont de formes particulières. Au premier étage, où se trouve le salon donnant sur le balcon, elles sont en arc outrepassé, avec des fins châssis en bois qui compartimentent la baie et dont le dessin ressemble à un dessin extrême oriental.
La taille et forme des percements sont elles aussi en rupture avec l'architecture classique. La façade est dictée par la nature des pièces à l’intérieur. Elle se doit d'être le reflet de la distribution intérieure de l'hôtel, conséquence directe de l’intérêt d'Hankar pour Viollet-Le-Duc et sa théorie sur le rationalisme, théorie qui énonce que l'ornementation doit être liée à la structure même de l'édifice et que la façade doit être pensée en fonction du plan et de l’organisation intérieure.
Quant à la décoration, les sgraffites conçus par Ciamberlani lui-même pour orner la partie supérieure ainsi que la partie entre les deux fenêtres semi-circulaires du première étage ont été réalisés par Adolphe Crespin.
L'immeuble est repris sur la liste des monuments classés d'Ixelles depuis le 12 janvier 1983.
La façade a été restaurée en 2006.
Il abrite actuellement la résidence de l'ambassadeur de la République argentine.

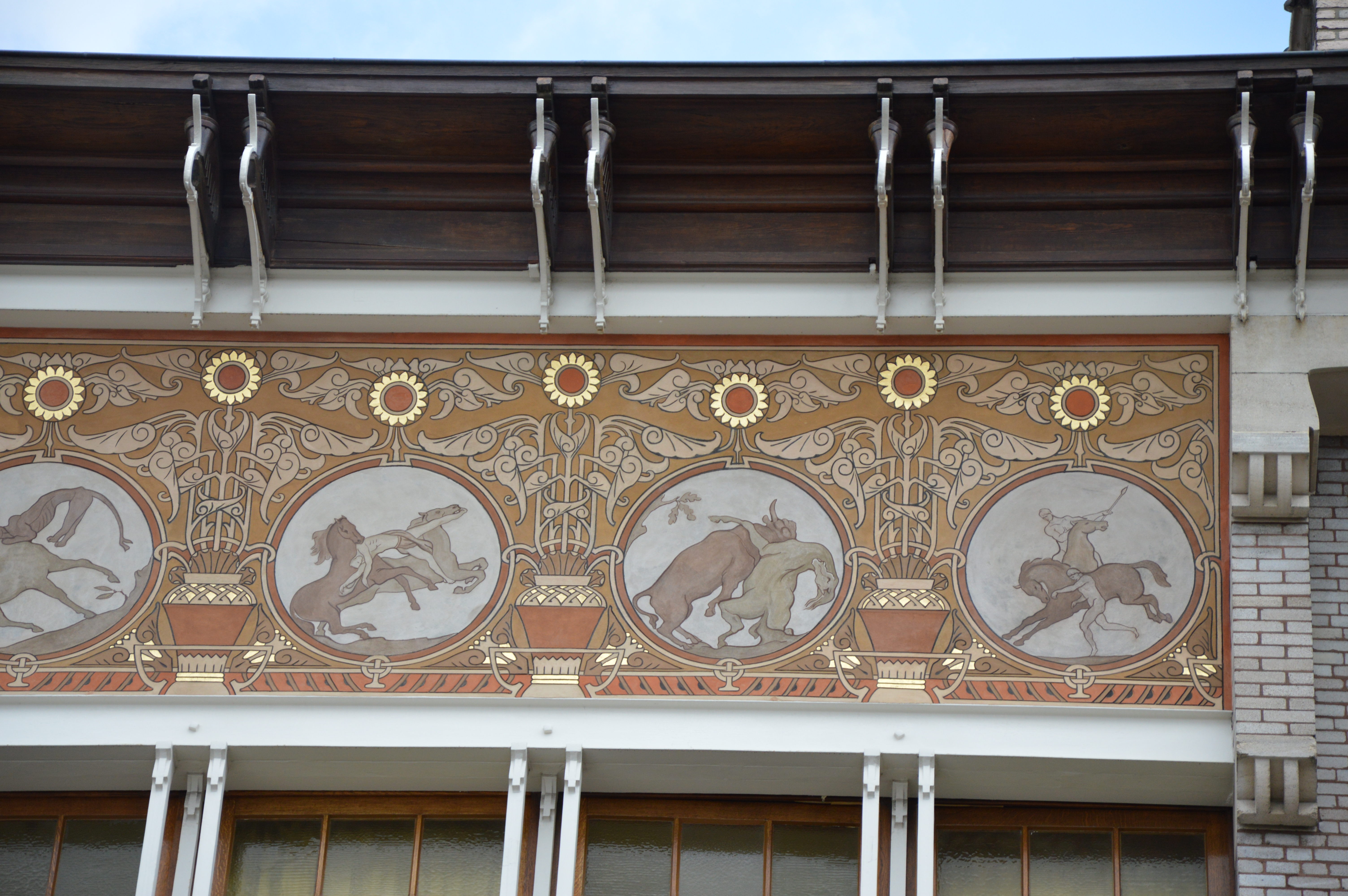
Frise avec médaillons
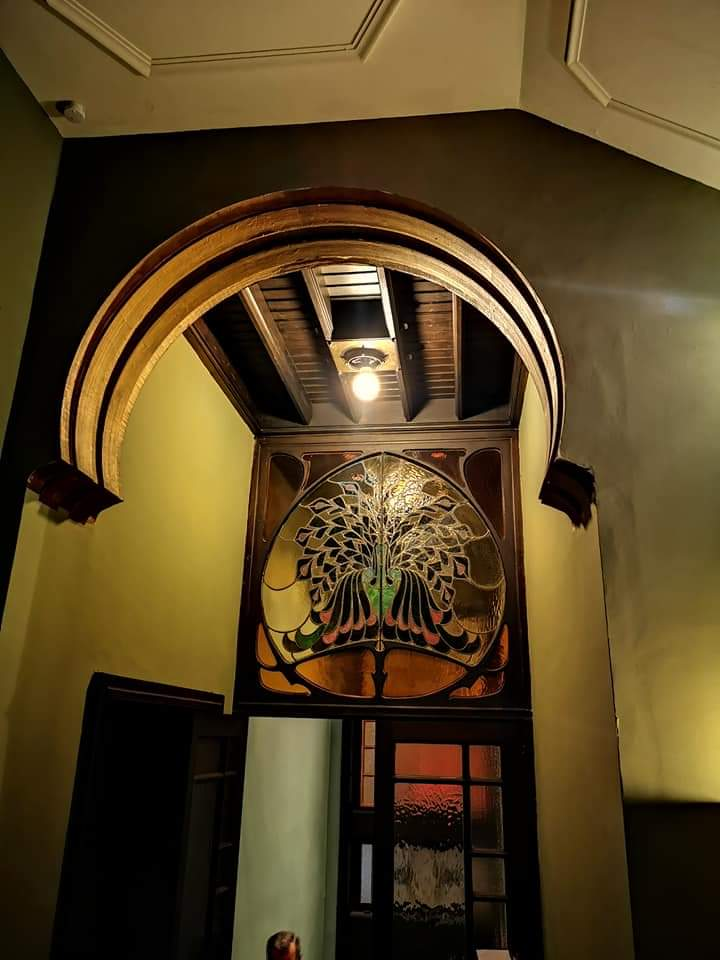
Interieur
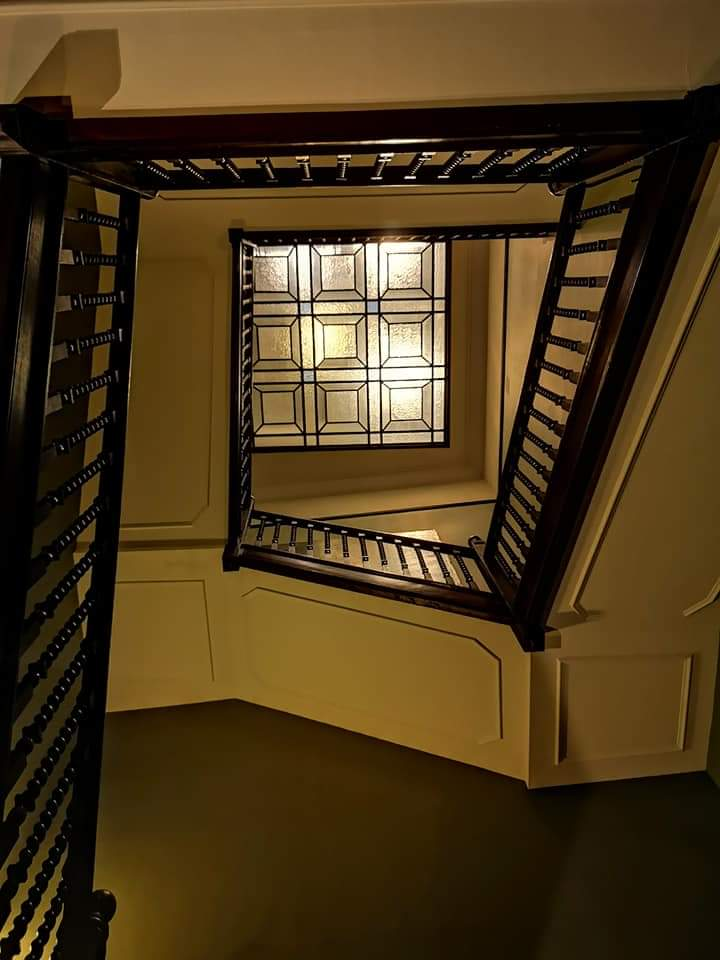
Escalier